# Тензорний добуток
Тензорний добуток — операція над  лінійними просторами, а також над елементами (векторами, матрицями, операторами, тензорами тощо) просторів, що перемножуються.
Тензорний добуток лінійних просторів {\displaystyle A} і {\displaystyle B} є лінійний простір, що позначається {\displaystyle A\otimes B},
для елементів {\displaystyle a\in A} і {\displaystyle b\in B}, їх тензорний добуток {\displaystyle a\otimes b} лежить у просторі {\displaystyle A\otimes B}.
Позначення тензорного добутку виникло аналогічно позначенню  декартового добутку множин.

## Тензорний добуток векторних просторів

### Скінченновимірні простори
Нехай {\displaystyle A} і {\displaystyle B} — скінченновимірні векторні простори над полем {\displaystyle K}, {\displaystyle \{e_{i}\}_{i=1\dots n}} — базис в {\displaystyle A}, {\displaystyle \{f_{k}\}_{k=1\dots m}} — базис в {\displaystyle B}. Тензорним добутком {\displaystyle A\otimes B} просторів {\displaystyle A} і {\displaystyle B} будемо називати векторний простір, породжений елементами {\displaystyle e_{i}\otimes f_{k}}, що називаються тензорними добутками базисних векторів. Тензорний добуток {\displaystyle a\otimes b} довільних векторів {\displaystyle a\in A,~b\in B} можна визначати, вважаючи операцію {\displaystyle \otimes } білінійною:
{\displaystyle (\lambda a_{1}+\mu a_{2})\otimes b=\lambda \,a_{1}\otimes b+\mu \,a_{2}\otimes b,~~\lambda ,\mu \in K}
{\displaystyle a\otimes (\lambda b_{1}+\mu b_{2})=\lambda \,a\otimes b_{1}+\mu \,a\otimes b_{2},~~\lambda ,\mu \in K}
При цьому тензорний добуток довільних векторів {\displaystyle a} і {\displaystyle b} виражається як лінійна комбінація базисних векторів {\displaystyle e_{i}\otimes f_{k}}. Елементи у {\displaystyle A\otimes B}, що представляються у вигляді {\displaystyle a\otimes b}, називаються розкладними.
Хоча тензорних добуток просторів визначається через набір базисів, його геометричні властивості не залежать від цього вибору.

### Функторіальність
Тензорний добуток — це в деякому сенсі найзагальніший простір, в який можна білінійно відобразити вихідні простори. А саме, для будь-якого іншого простору {\displaystyle C} і білінійного відображення {\displaystyle \otimes ^{\prime }:A\times B\to C} існує єдиний гомоморфізм {\displaystyle f:A\otimes B\to C} такий, що
{\displaystyle \otimes ^{\prime }=f\circ \otimes }
Зокрема, звідси слідує, що тензорний добуток не залежить від вибору базисів в {\displaystyle A} і {\displaystyle B}, оскільки всі простори, які при цьому отримуються {\displaystyle A\otimes B} виявляються канонічно ізоморфні.
Таким чином, довільне білінійне відображення {\displaystyle L^{2}\ni \varphi :A\times B\to C} може бути визначене як лінійне відображення {\displaystyle L\ni \varphi :A\otimes B\to C}, при чому достатньо задати його лише на добутку базисних векторів.
Простори {\displaystyle \ L^{2}(A\times B,C)} і {\displaystyle L(A\otimes B,C)} є канонічно ізоморфними.
Іншими словами, довільний функтор {\displaystyle \otimes :C\times C\rightarrow C} називається тензорним добутком. Нехай {\displaystyle C} - категорія із тензорним добутком {\displaystyle \otimes .} Умовою асоціативності для {\displaystyle \otimes } є ізоморфізм
{\displaystyle \vartheta :\otimes (\otimes \times Id)\rightarrow \otimes (Id\times \otimes ).}
Тому для будь-якої трійки {\displaystyle A,B,C} об'єктів категорії {\displaystyle C}є ізоморфізм 
{\displaystyle \vartheta _{A,B,C}:(A\otimes B)\otimes C\rightarrow A\otimes (B\otimes C),}
такий, що діаграма
є комутативною для морфізмів {\displaystyle f,g,h} категорії {\displaystyle C}.
Тензорні категорії аналогічні супералгебрам Гопфа.

## Часткові випадки

### Тензорний добуток двох векторів
(Матричний) добуток вектора-стовпчика справа на вектор-рядок дає їх тензорний добуток:
{\displaystyle \mathbf {a} \otimes \mathbf {b} ^{\textsf {T}}\rightarrow {\begin{bmatrix}a_{1}\\a_{2}\\a_{3}\\a_{4}\end{bmatrix}}{\begin{bmatrix}b_{1}&b_{2}&b_{3}\end{bmatrix}}={\begin{bmatrix}a_{1}b_{1}&a_{1}b_{2}&a_{1}b_{3}\\a_{2}b_{1}&a_{2}b_{2}&a_{2}b_{3}\\a_{3}b_{1}&a_{3}b_{2}&a_{3}b_{3}\\a_{4}b_{1}&a_{4}b_{2}&a_{4}b_{3}\end{bmatrix}}}
або, якщо користуватись верхніми і нижніми індексами (по повторюваних індексах проводиться неявне сумування):
{\displaystyle \mathbf {a} \otimes \mathbf {b} \rightarrow a_{i}b^{j}}.
Звідси слідує, що {\displaystyle {\textbf {b}}\otimes {\textbf {a}}=({\textbf {a}}\otimes {\textbf {b}})^{\mathrm {T} }} та {\displaystyle {\textbf {a}}({\textbf {b}}\otimes {\textbf {c}})=({\textbf {ab}})\otimes {\textbf {c}}.}
Якщо ж не прив'язуватись до матричної форми запису і матричних операцій, то, як і для тензорів більш високого рангу, прямий добуток буде являти тензор більш високого рангу (для добутку вектора-стовпця і вектора-рядка — другого, тобто з двома значками) з компонентами, які дорівнюють добутку компонент добутку множників з відповідними індексами:
{\displaystyle P_{i}^{\ j}=a_{i}b^{j}}
{\displaystyle P_{ij}\ =a_{i}b_{j}}
{\displaystyle P^{ij}\ =a^{i}b^{j}}
Оскільки тензорний добуток двох векторів є кронекерівським добутком і утворює вектор, його не слід плутати з зовнішнім добутком векторів (англ. outer product) , що називається також діадним і результатом якого є матриця (тензор другого рангу).
Тензорним добутком простору векторів-стовпчиків на простір векторів-рядків є простір матриць.

### Тензорний добуток операторів
Нехай {\displaystyle A:U_{1}\to U_{2}}, {\displaystyle B:W_{1}\to W_{2}} — лінійні оператори. Тензорний добуток операторів {\displaystyle A\otimes B:U_{1}\otimes W_{1}\to U_{2}\otimes W_{2}} визначається за правилом
{\displaystyle (A\otimes B)(u\otimes w)=(Au)\otimes (Bw),~~u\in U_{1},\,w\in W_{1}}
Якщо матриці операторів при деякому виборі базисів мають вигляд
{\displaystyle \mathrm {A} ={\begin{bmatrix}a_{11}&\cdots &a_{1n}\\\vdots &\ddots &\vdots \\a_{m1}&\cdots &a_{mn}\end{bmatrix}}}
{\displaystyle \mathrm {B} ={\begin{bmatrix}b_{11}&\cdots &b_{1q}\\\vdots &\ddots &\vdots \\b_{p1}&\cdots &b_{pq}\end{bmatrix}}}
то матриця їх тензорного добутку запишеться в базисі, утвореному тензорним добутком базисів, у вигляді блочної матриці
{\displaystyle \mathrm {A} \otimes \mathrm {B} ={\begin{bmatrix}a_{11}B&\cdots &a_{1n}B\\\vdots &\ddots &\vdots \\a_{m1}B&\cdots &a_{mn}B\end{bmatrix}}=}
{\displaystyle ={\begin{bmatrix}a_{11}b_{11}&a_{11}b_{12}&\cdots &a_{11}b_{1q}&\cdots &\cdots &a_{1n}b_{11}&a_{1n}b_{12}&\cdots &a_{1n}b_{1q}\\a_{11}b_{21}&a_{11}b_{22}&\cdots &a_{11}b_{2q}&\cdots &\cdots &a_{1n}b_{21}&a_{1n}b_{22}&\cdots &a_{1n}b_{2q}\\\vdots &\vdots &\ddots &\vdots &&&\vdots &\vdots &\ddots &\vdots \\a_{11}b_{p1}&a_{11}b_{p2}&\cdots &a_{11}b_{pq}&\cdots &\cdots &a_{1n}b_{p1}&a_{1n}b_{p2}&\cdots &a_{1n}b_{pq}\\\vdots &\vdots &&\vdots &\ddots &&\vdots &\vdots &&\vdots \\\vdots &\vdots &&\vdots &&\ddots &\vdots &\vdots &&\vdots \\a_{m1}b_{11}&a_{m1}b_{12}&\cdots &a_{m1}b_{1q}&\cdots &\cdots &a_{mn}b_{11}&a_{mn}b_{12}&\cdots &a_{mn}b_{1q}\\a_{m1}b_{21}&a_{m1}b_{22}&\cdots &a_{m1}b_{2q}&\cdots &\cdots &a_{mn}b_{21}&a_{mn}b_{22}&\cdots &a_{mn}b_{2q}\\\vdots &\vdots &\ddots &\vdots &&&\vdots &\vdots &\ddots &\vdots \\a_{m1}b_{p1}&a_{m1}b_{p2}&\cdots &a_{m1}b_{pq}&\cdots &\cdots &a_{mn}b_{p1}&a_{mn}b_{p2}&\cdots &a_{mn}b_{pq}\end{bmatrix}}}
Відповідна операція над матрицями називається добутком Кронекера, на честь Леопольда Кронекера.

## Властивості
- {\displaystyle \dim A\otimes B=\dim A\cdot \dim B}

Наступні алгебраїчні властивості засновані на канонічному ізоморфізмі:
- Асоціативність

{\displaystyle (A\otimes B)\otimes C\simeq A\otimes (B\otimes C)}
- Комутативність

{\displaystyle A\otimes B\simeq B\otimes A}
- Лінійність

{\displaystyle A\otimes (B\oplus C)\simeq (A\otimes B)\oplus (A\otimes C)}
{\displaystyle \oplus } — зовнішня сума лінійних просторів.

## Тензорний добуток модулів над кільцем
Нехай {\displaystyle A_{1},A_{2},\dots ,A_{n}} — модулі над деяким комутативним кільцем {\displaystyle R}. Тензорним добутком цих модулів називається модуль {\displaystyle B} над {\displaystyle R}, даний разом з полілінійним відображенням {\displaystyle f\colon A_{1}\times \dots \times A_{n}\to B,} що володіє властивістю універсальності, тобто такий, що для будь-якого модуля {\displaystyle C} над {\displaystyle R} і будь-якого полілінійного відображення {\displaystyle g\colon A_{1}\times \dots \times A_{n}\to C} існує єдиний гомоморфізм модулів {\displaystyle h\colon B\to C} такий, що діаграма
є комутативною. Тензорний добуток позначається {\displaystyle A_{1}\otimes \ldots \otimes A_{n}}. Із універсальності тензорного добутку виходить, що він є визначеним з точністю до ізоморфізму.
Для доведення існування тензорного добутку будь-яких двох модулів над комутативним кільцем побудуємо вільний модуль {\displaystyle M}, твірними якого будуть n-ки елементів модулів {\displaystyle (x_{1},\dots ,x_{n})} де {\displaystyle x_{i}\in A_{i}}. Нехай {\displaystyle N} — підмодуль {\displaystyle M}, що породжується такими елементами:
1. {\displaystyle (x_{1},\dots ,x_{i}+y_{i},\dots ,x_{n})-(x_{1},\dots ,x_{i},\dots ,x_{n})-(x_{1},\dots ,y_{i},\dots ,x_{n})}
2. {\displaystyle (x_{1},\dots ,\lambda x_{i},\dots ,x_{n})-\lambda (x_{1},\dots ,x_{i},\dots ,x_{n})}

Тензорний добуток визначається як фактор-модуль {\displaystyle B=M/N}, клас {\displaystyle (x_{1},\dots ,x_{n})+N} позначається {\displaystyle x_{1}\otimes \dots \otimes x_{n}}, і називається тензорним добутком елементів {\displaystyle x_{i}}, a {\displaystyle f} визначається як відповідне індуковане відображення.
З 1) и 2) слідує що відображення {\displaystyle f\colon A_{1}\times \dots \times A_{n}\to B} полілінійне. Доведемо, що для будь-якого модулю {\displaystyle C} і будь-якого полілінійного відображення {\displaystyle g\colon A_{1}\times \dots \times A_{n}\to C} існує єдиний гомоморфізм модулів {\displaystyle h}, такий, що {\displaystyle g=h\circ f}.
Насправді, оскільки {\displaystyle M} вільний, то існує єдине відображення {\displaystyle h^{*}}, що робить діаграму
комутативною, а в силу того, що {\displaystyle g} полілінійне, то на {\displaystyle N} {\displaystyle h^{*}(N)=0}, звідси, переходячи до індукованого відображення, отримаємо, що {\displaystyle h\colon M/N\to C}, буде тим самим єдиним гомоморфізмом, існування якого і потрібно було довести.
Елементи {\displaystyle A_{1}\otimes \dots \otimes A_{n}}, що представляються у вигляді {\displaystyle x_{1}\otimes \dots \otimes x_{n}}, називаються розкладними.
Якщо {\displaystyle f_{i}\colon A_{i}\to B_{i}} — ізоморфізми модулів, то індукований гомоморфізм, що відповідає білінійному відображенню
{\displaystyle f_{1}\otimes \dots \otimes f_{n}\colon A_{1}\otimes \dots \otimes A_{n}\to B_{1}\otimes \dots \otimes B_{n}}
що відповідає по властивості універсальності, називається тензорним добутком гомоморфізмів {\displaystyle f_{i}}.
Особливо простий випадок отримується у випадку вільних модулів. Нехай {\displaystyle e_{i1},\dots ,e_{in}} — базис модуля {\displaystyle A_{i}}. Побудуємо вільний модуль {\displaystyle F} над нашим кільцем, що має як базис елементи, які відповідають n-кам {\displaystyle (e_{1m},e_{2p},\dots ,e_{ns})}, визначивши відображення {\displaystyle f(e_{1m},e_{2p},\dots ,e_{ns})\to (e_{1m},e_{2p},\dots ,e_{ns})} і поширюючи його на {\displaystyle A_{1}\times \dots \times A_{n}} по лінійності. Тоді {\displaystyle F} є тензорним добутком, де {\displaystyle (e_{1m},e_{2p},\dots ,e_{ns})} є тензорним добутком елементів {\displaystyle e_{1m}\otimes e_{2p}\otimes \dots \otimes e_{ns}}. Якщо число модулів і число модулів і всі їх базиси скінченні, то
{\displaystyle rank(A_{1}\otimes \dots \otimes A_{n})=rankA_{1}\cdot \dots \cdot rankA_{n}}.